# Yvonne Rokseth
Yvonne Rokseth, z domu Rihouët (ur. 17 lipca 1890 w Maisons-Laffitte, zm. 23 sierpnia 1948 w Strasburgu) – francuska muzykolożka.

## Życiorys
Początkowo studiowała w Konserwatorium Paryskim, później była uczennicą Alberta Roussela (kompozycja) i Vincenta d’Indy’ego (organy) w Schola Cantorum de Paris. W 1920 roku podjęła studia pod kierunkiem André Pirro na Sorbonie, gdzie w 1915 uzyskała dyplom z nauk przyrodniczych i filozoficznych na podstawie pracy L’idée de finalité chez les biologistes contemporains, a w 1930 roku tytuł doktora nauk humanistycznych na podstawie dysertacji La Musique d’orgue au XVe siècle et au début du XVe. W 1926 roku poślubiła romanistę Pierre’a Roksetha, z którym przez kilka lat mieszkała w Norwegii, gdzie w 1932 roku wydała książkę na temat Edvarda Griega. Od 1934 do 1937 roku była bibliotekarką w Bibliothèque nationale. Od 1937 roku wykładała muzykologię na Uniwersytecie Strasburskim. W czasie II wojny światowej uczestniczyła we francuskim ruchu oporu, za co w 1946 roku została wyróżniona Medalem Francuskiego Ruchu Oporu.
W swojej pracy naukowej zajmowała się muzyką średniowiecza i renesansu, propagowała jej wykonywanie na estradach koncertowych. Wydała pracę Polyphonies du XIIIe siècle: Le Manuscrit H 196 de la Faculté de médecine de Montpellier (4 tomy, Paryż 1935–1939). Pracę zawodową łączyła z grą na organach, była organistką w paryskim kościele luterańskim Zmartwychwstania Pańskiego. Zajmowała się także kompozycją, za Fantaisie na fortepian i orkiestrę otrzymała w 1921 roku nagrodę L’Aide aux Femmes de Professions Libérales.